# 午後の旅立ち
『午後の旅立ち』（ごごのたびだち）は、1981年1月12日から4月27日までテレビ朝日系の「月曜劇場」枠で放映されたテレビドラマ。全14回。

## 概要
ささやかな幸せを感じながら日々を送っていたパイロット一家の矢島家だったが、パイロットの夫・精一が起こした航空機事故がきっかけで一家に突然の不幸が訪れる。事故を巡っての家庭内の微妙な動きや、精一の女性関係を知った雑誌記者・佐原誠の近付きなど様々な波紋に苦しむ妻・京子と、矢島一家の揺れ動く心の内を当時の世相・社会背景を交えながら描いた。
なお、航空機事故を扱った作品であることもあって、コックピットで藤田まことが操縦するシーンについてはどの航空会社も実物を貸してもらえず、実物に似た地上訓練装置を借りて撮影を行った。
脚本の山田太一は「平凡な主婦が、夫の浮気をきっかけに新たな“旅立ち”を迫られるというようなドラマにしたい」と話している。

## 配役
（出典：）
矢島京子
演 - 若尾文子
精一と結婚して20年になる。経済的には不満無く思っているが、夫と息子との一体感が無くなっていく中で、カルチャーセンターに通い寂しさを紛らわせている。
佐原誠
演 - 三浦友和
フリーの雑誌記者。正義感は強い所もあるが、優しい性格から押しが足りない所もあり、取材対象にここぞの所で食い下がらなかったことから仕事を外されたこともあり、時々自分の仕事に疑問を持っていることもある。航空機事故をきっかけに京子と知り合い、彼女のひたむきさに惹かれていく。
野口里子
演 - 星野知子
同時通訳の仕事で外務省に勤務する誠の恋人。姉女房的な性格で常に誠を支えて励ましている。
井沢未樹子
演 - 佐藤友美
精一の愛人。
矢島慎一
演 - 西田浩
京子の息子。大学生で三流大学に通っている。父親には反発し母親は無視しているが、一方では母に対する取材攻勢からは母をかばっている。
佐伯和美
演 - 星野真弓
慎一の恋人。
佐原伊佐子
演 - 津島恵子
誠の母親。夫はもう亡く、誠の機嫌ばかりを伺い、誠はそれをうっとおしくも思っている。また、足が悪いのも負い目にしている。
横田老人
演 - 藤原釜足
スナックのマスター
演 - 柳生博
高見美保
演 - 白川由美
京子の短大時代の友人。京子と同様に大学生の息子が居る。離婚したばかりで、7年ぶりに交流が再開した京子には盛んに一人身の素晴らしさを説いている。
栗山良介
演 - 津川雅彦
週刊誌の編集者。誠の良きアドバイザーでもあり、誠には好感を持っているが一方では歯がゆさも感じている。
矢島精一
演 - 藤田まこと
ロイヤル・アメリカン航空のベテランパイロット。かつては航空自衛隊、アメリカ空軍にも在籍していた。近頃では京子とは会話もうわべだけになって物足りなさを感じ、仕事で知り合った未樹子と不倫関係を持ってしまう。

### ゲスト
第一回
- 佐藤陽子
- キャメラマン河上：平泉征
- 運転手飯沼：園田裕久
- 医師：山崎満、宝木原博也、大塚洋
- トラックの運転手：小池栄
- 看護婦：田中昭子、久保道子、守田さなえ、梅野幸子、八幡幸恵
- レストランの青年：館野玲、久保田健三、黒田文子、梅木啓子
- 編集部員：沢井正延（第三回）、奥山一（第三回）、塩田映湖（第三回）、松山秀生（第三回）
- ハントバーの客：坂本由英、布施木昌之
- クルー：ビル・ダウティ、ロン・ニュージャン
- ギター教師：藤井秀亮
- 劇団白鳥座（第三回 - 第十二回）
- 北光エンタープライズ

第三回
- 宗方：名古屋章（第四回）
- 支社長ロビンスン：アーサー・ミルン（第四回）
- 刑事：伊藤正博、清田昌平
- ウェイトレス：吉川なが子
- 警官：鈴木道生
- トラック・ワン

第四回
- 矢島要造：浜村純
- 記者：佐古雅誉、野村昇史、須永慶、丸山信二、木島豊、岡嘉洋、蜂須賀隆文、山谷直司、徳山富夫、折原博、上山克彦、阿部勉
- レポーター：加藤斎孝
- 喫茶店のマスター：野村信次
- マスター夫人：山本恵子
- ウェイトレス：平野稚子

第五回
- 中年の女性：五十嵐美恵子
- レジの男：下坂泰雄
- 受付けの女性：守田さなえ
- 作曲家：小金井宣夫（第六回）
- ウェイトレス：山口みよ子
- スタジオのプレイヤー達：大高静子とキノコファミリー（第六回）

第六回
- ミキサー：沼田爆
- 茶道具屋の主人：菅沼赫
- スタジオの男：小倉馨
- ミキサー助手：安東良夫、伊藤克彦
- 電車の青年：垂木勉
- バーテン：伊藤孝男
- 廊下の女性：百瀬美那子
- ウェイトレス：小西美千代（第七回）
- レジ係：結城ひろ美（第七回）

第七回
- 野口睦子：東恵美子
- 山口果林
- 香坂みゆき
- お手伝い：森康子
- 喫茶店の客：鈴木澄子
- 取材記者：吉原興一、房子由紀雄、加藤純一
- 母親（声）：木村翠
- 記者会見の男性：奈木隆

第八回
- そばや：粟津號
- ウェイター：楠高宣

第九回
- マスター夫人・加奈子：根岸明美
- 京子の兄・良太：天田俊明
- いつもの青年：吉田次昭（第十回・第十一回）
- 工藤課長：高城淳一
- 荒井：久世龍之介
- コーヒー店の客：松田章、小比類巻孝一、佐藤慎一郎、古川信、北村耕太郎、池田武志、桑名良輔
- 商事会社・社員：梅原正樹
- 武田薫
- 田中穂積
- 謙昭則

第十回
- リチャード・クレイダーマン（第十一回）
- コーヒー店の老人：柳谷寛、寄山弘、前沢迪雄、神田正夫、西沢武夫
- 酒処の係：三宅悦子、小沢章治
- 受付嬢：秋田ひで子

第十一回
- 看護婦：木村翠（第十二回）
- 医者：宮部昭夫（第十二回）
- コーヒー店の客：をはり萬造、小林荘、松田芳久、西村寿基、一橋大介
- ウェイター：牧村襄
- ガードマン：波多野陽司
- 看護婦：山田美根子（第十二回）
- ディレクター（声）：叶年央
- タイムキーパー（声）：高橋なづき

第十二回
- 中年の男：伊東四朗
- ウェイトレス：本間章子
- 看護婦：窪之内七穂

## スタッフ
（出典：）
- 脚本：山田太一
- プロデューサー：千野栄彦、岩永惠
- 演出：久野浩平、稲垣健司
- 音楽：福井峻
- デザイン：橋本潔
- 美術：坂本廉三
- 技術：黒川祐治
- カメラ：宮田一
- 照明：栗原進
- 音声：手塚文雄
- 美粧：神山繁
- 衣裳：高畑耕次郎
- 大道具：榛原良忠
- 小道具：小島佑吉、日塔章
- 造園：白井和
- 調整：山口敏美
- 編集：中沢伸勇
- 効果：下市恵介
- 記録：望月よね子
- 演出補：高戸晨一
- 主題曲：リチャード・クレイダーマン「午後の旅立ち」[6]（原題：「Triste Cœur」）（ビクターレコード）
- 協力：テアトル・ド・ポッシュ
- 衣裳協力：株式会社インターモード、キング、銀座 エスペランサ
- 制作著作：テレビ朝日

## リチャード・クレイダーマンのシングル
「午後の旅立ち」（ごごのたびだち、原題 フランス語: TRISTE COEUR）は、フランスのピアニスト、リチャード・クレイダーマンのシングル曲。前述の日本こ同名番組のテーマ曲に同番組のスタッフからリチャード・クレイダーマン側に制作を、依頼し、特別に作られた。彼の5枚目のアルバム「愛のコンチェルト」にも収録された。
Ｂ面の愛のコンチェルトは、同名ドラマのイメージソングとして作られた。同年、日本の「シーボン化粧品」のラジオcmのテーマに使われると問い合わせが殺到した。
- 収録曲

1　午後の旅立ち(2分48秒)
2　愛のコンチェルト(3分42秒)